# VDQS
VDQS é a sigla para "Vinhos Delimitados de Qualidade Superior", a segunda mais alta categoria de vinhos da França, abaixo apenas do AOC (Appellation d'Origine Contrôlée) e acima daqueles conhecidos como Vin-de-Pays (VdP ou vinho reginal). A sigla é muitas vezes escrita como AOVDQS, onde "AO" significa Appellation d'Origine ou nome de origem. Os vinhos VDQS estão sujeitos a restrições geográficas e variedade de uva, entre outras.
São relativamente poucos os vinhos VDQS já que eles costumam ser elevados à categoria AOC após alguns anos e, portanto, os VDQS representam uma pequena parte da produção de vinhos da França.   Em 2005 esses vinhos representaram apenas 0,9% do total produzido, o que significa cerca de 409.472 hectolitros. 42,3% deles são brancos enquantos os demais são tintos ou rosés.

## História
A categoria foi criada em 1949 para preencher um espaço entre os Vin de pays e os AOC, que é a categoria mais prestigiada e mais exigente. Normalmente os VDQS são apenas um degrau para a categoria AOC e cobrem apenas uma determinada região.
Quando a Argélia ainda era uma colônia francesa, um bom número de vinhos foram alçados à categoria VDQS. Na época da independência da Argélia, eles eram 12.
A frequência com que novos vinhos VDQS são criados vem diminuindo com os anos. Entre 1984 e 1994 nenhum novo vinho entrou para essa categoria.
Essa categoria de vinhos foi eliminada no ano 2011 conforme Lei aprovada pelo parlamento francês em dezembro de 2007. A partir dessa data os vinhos deverão ser classificados como AOC ou Vin de pays.